# Paolo Cabras
Paolo Cabras (16 de janeiro de 1931 - 2 de julho de 2020) foi um político e cirurgião italiano.

## Biografia
Cabras nasceu em Roma em 16 de janeiro de 1931.  Antes de entrar na política, formou-se em medicina e cirurgia.
Cabras entraria na política como membro da Democracia Cristã (DC). Em 1972, ele entrou para a política como fundador da Sunia, a União Nacional de Inquilinos e Cessionários. Ele foi eleito pela primeira vez para a Câmara dos Deputados em 1972 e lá permaneceu até 1987, quando foi eleito para o Senado Italiano, onde ocupou a sua cadeira até 1994.
Durante o seu segundo mandato no Senado, durante a XI Legislatura, atuaria como vice-presidente da Comissão Parlamentar de Antimáfia. Enquanto estava nesta comissão, ele destacaria os perigos da Camorra para as instituições locais.
De 1986 a 1989, ele também atuou como editor do jornal Il Popolo, da DC.
Ele morreu em 2 de julho de 2020.